# Kotilampi (sjö i S:t Michel, Södra Savolax)
Kotilampi är en sjö i kommunen S:t Michel i landskapet Södra Savolax i Finland. Arean är 46 hektar och strandlinjen är 3,67 kilometer lång. Sjön  ingår i Vuoksens huvudavrinningsområde.   Den ligger omkring 41 kilometer sydöst om S:t Michel och omkring 200 kilometer nordöst om Helsingfors. 